# Valerius De Saedeleer
Valerius De Saedeleer (Aalst, 4 augustus 1867 – Leupegem, 26 september 1941) was een Belgisch schilder van landschappen. Hij werd ereburger van de stad Aalst in het jaar 1933.

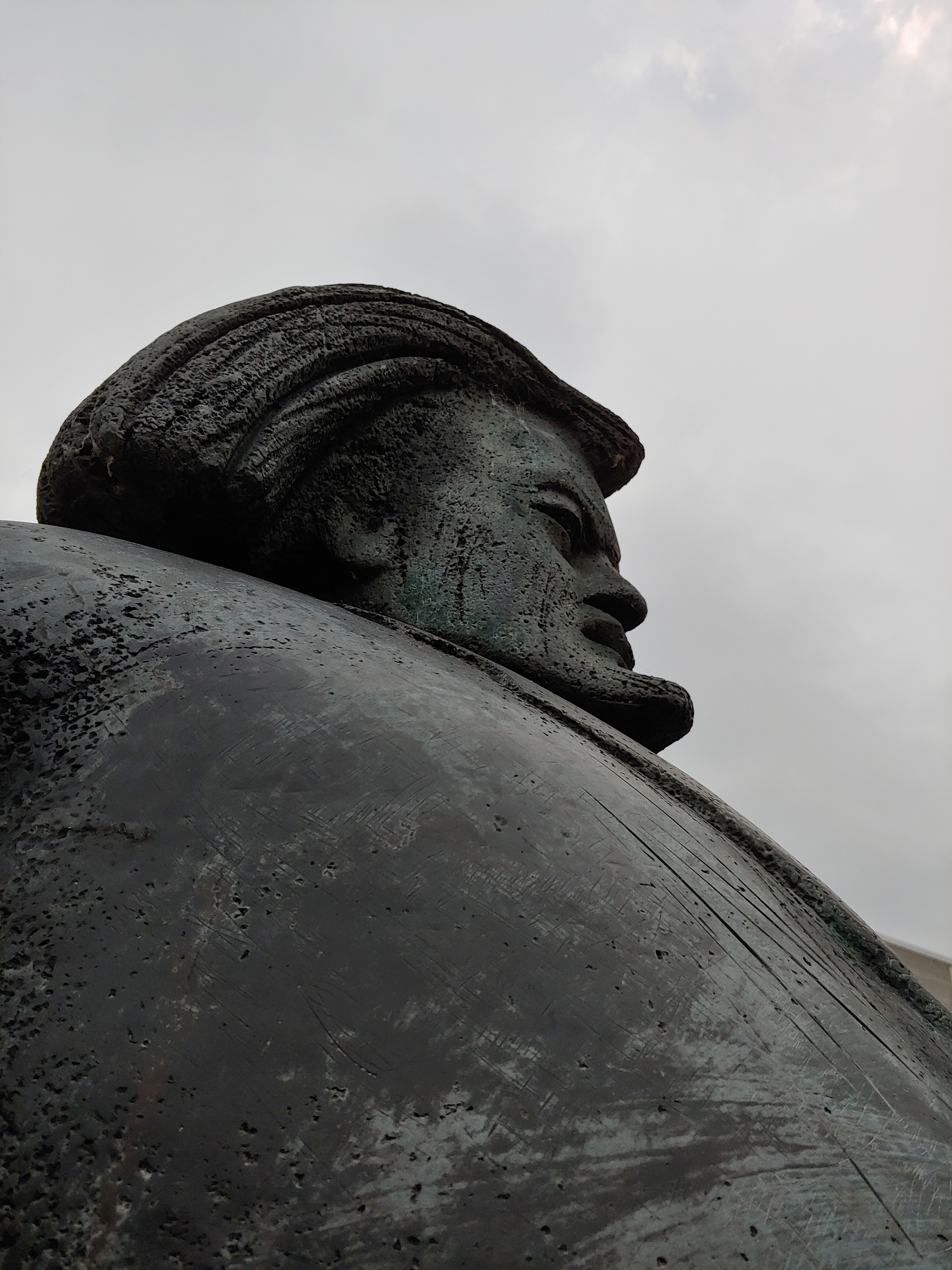
Close-up van De Saedeleers standbeeld.

## Levensloop

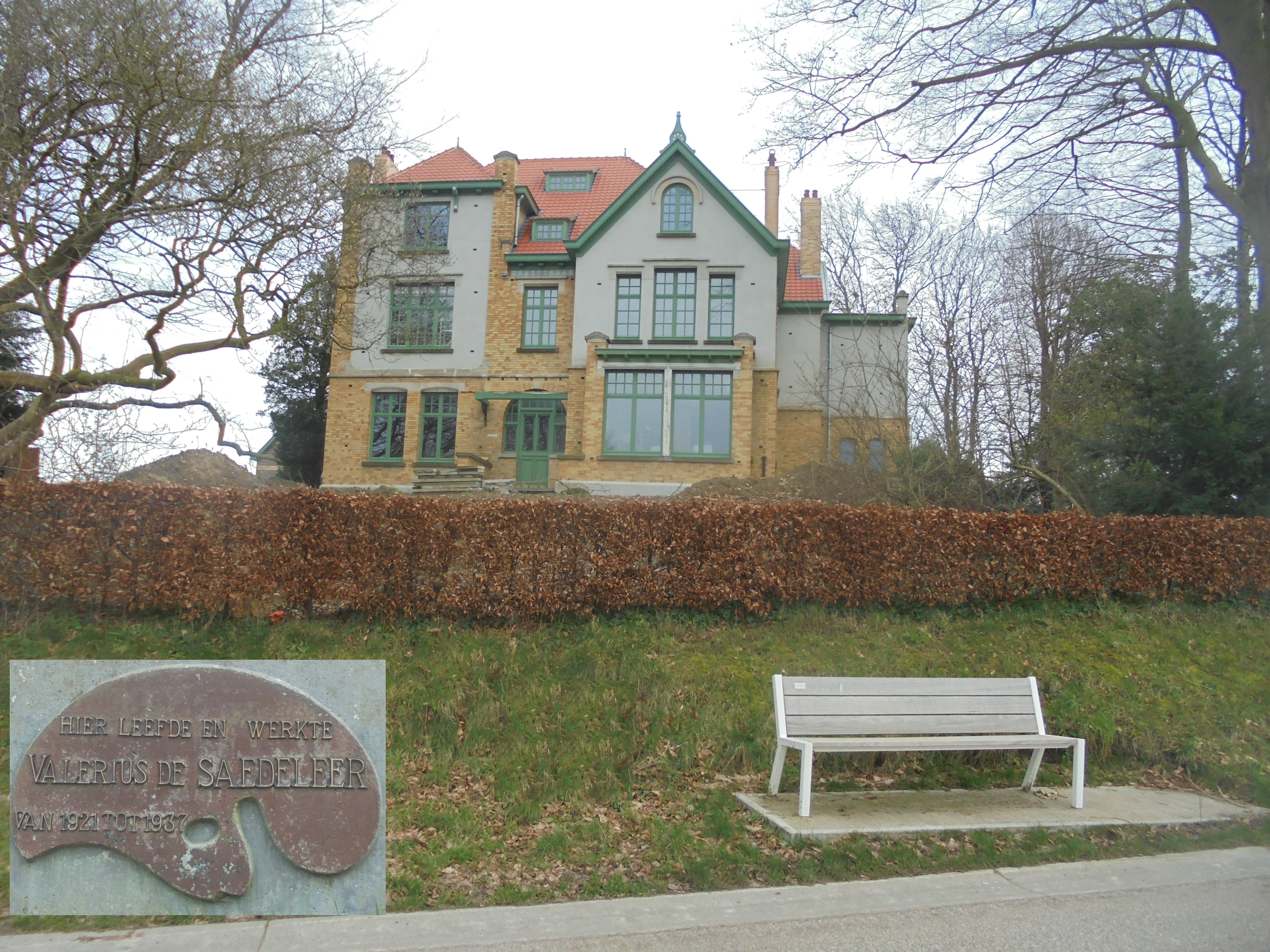
Villa Tynlon en plaquette voor Valerius De Saedeleer

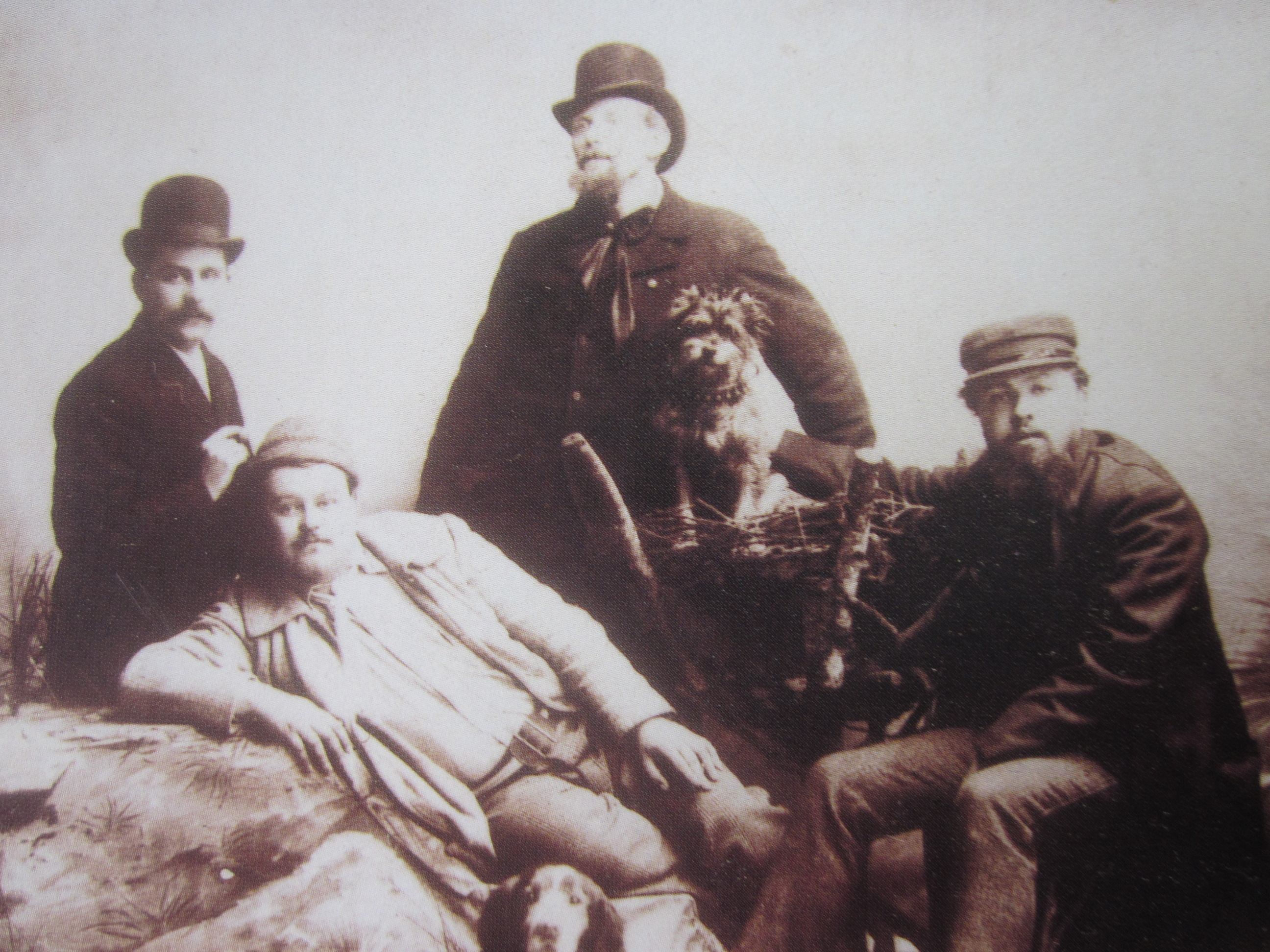
Valerius De Saedeleer(liggend) en Jules Gadeyne (1857-1936) (midden). Boven links: Alfons Wauters, leraar en gemeentesecretaris in Blankenberge.

Valerius De Saedeleer woonde van november 1895 tot oktober 1898 in Lissewege, in een boerderijtje langs de Ter Doeststraat. Van 1898 tot 1908 woonde hij in Sint-Martens-Latem. De Leiebocht daar is onderwerp van enkele van zijn schilderijen. Daarna verhuisde hij naar Tiegem waar hij tot de Eerste Wereldoorlog verbleef.

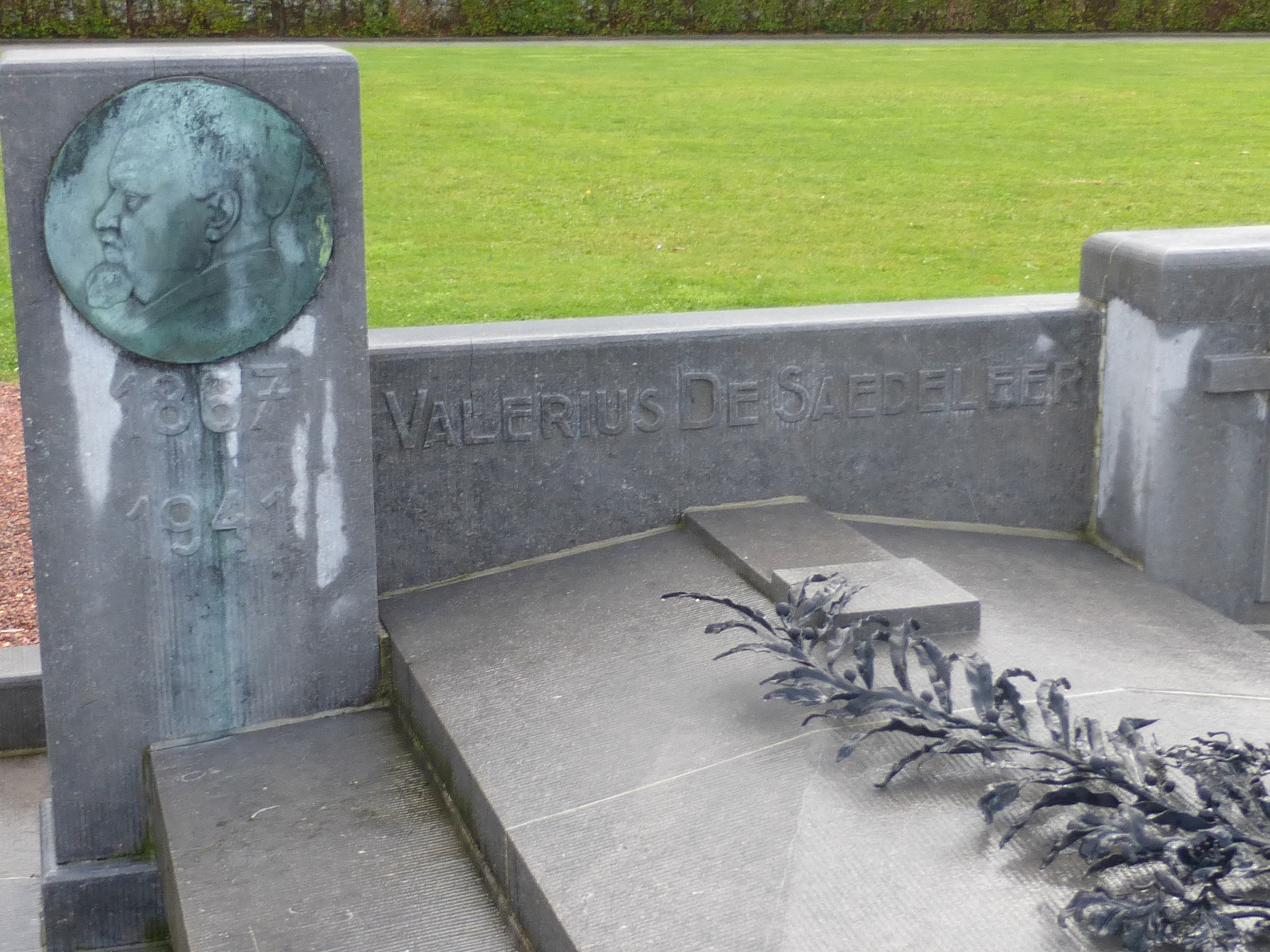
Het graf van De Saedeleer

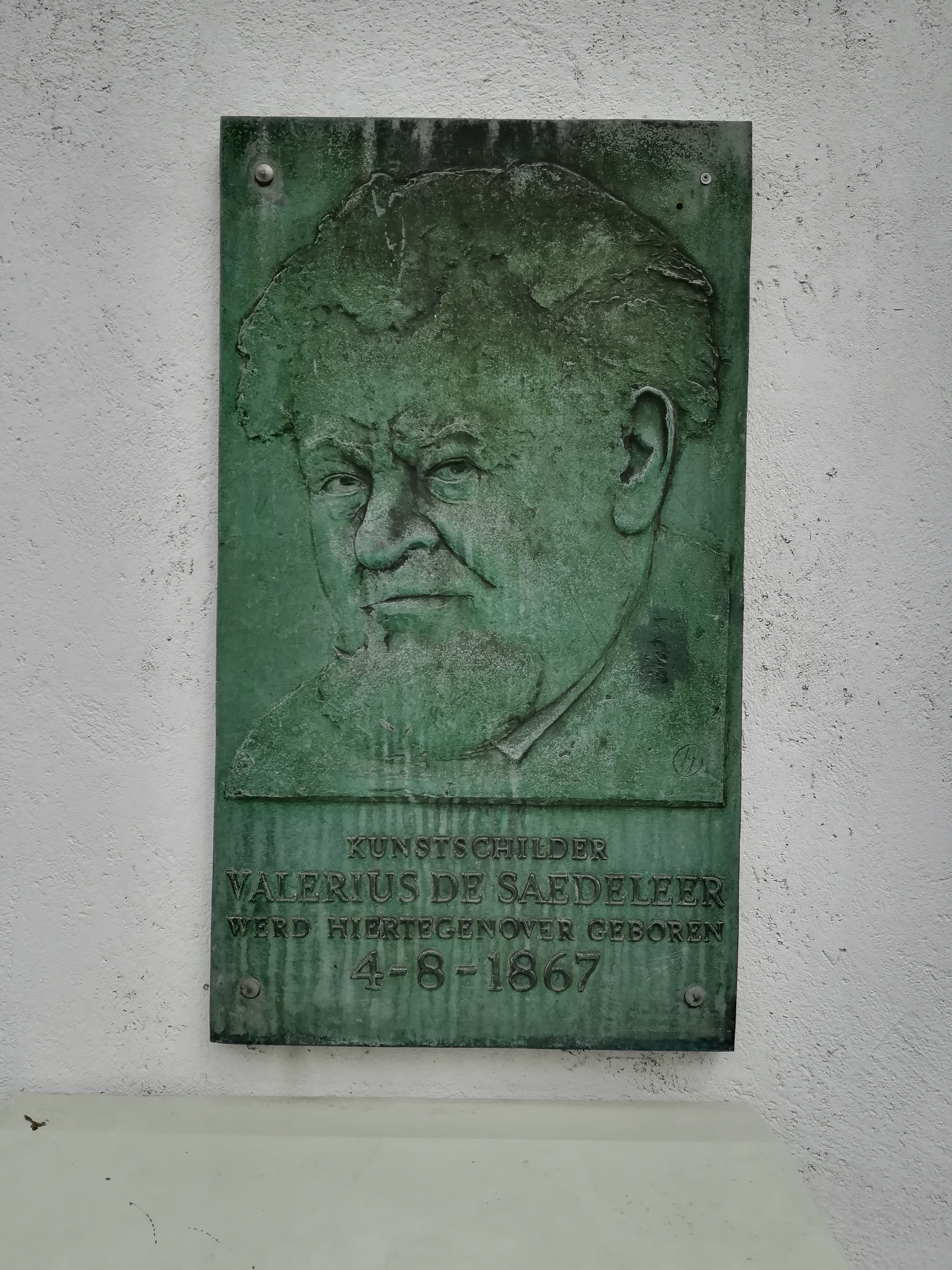
Gedenkplaat geboortehuis De Saedeleer. Door Ignatius De Vos.

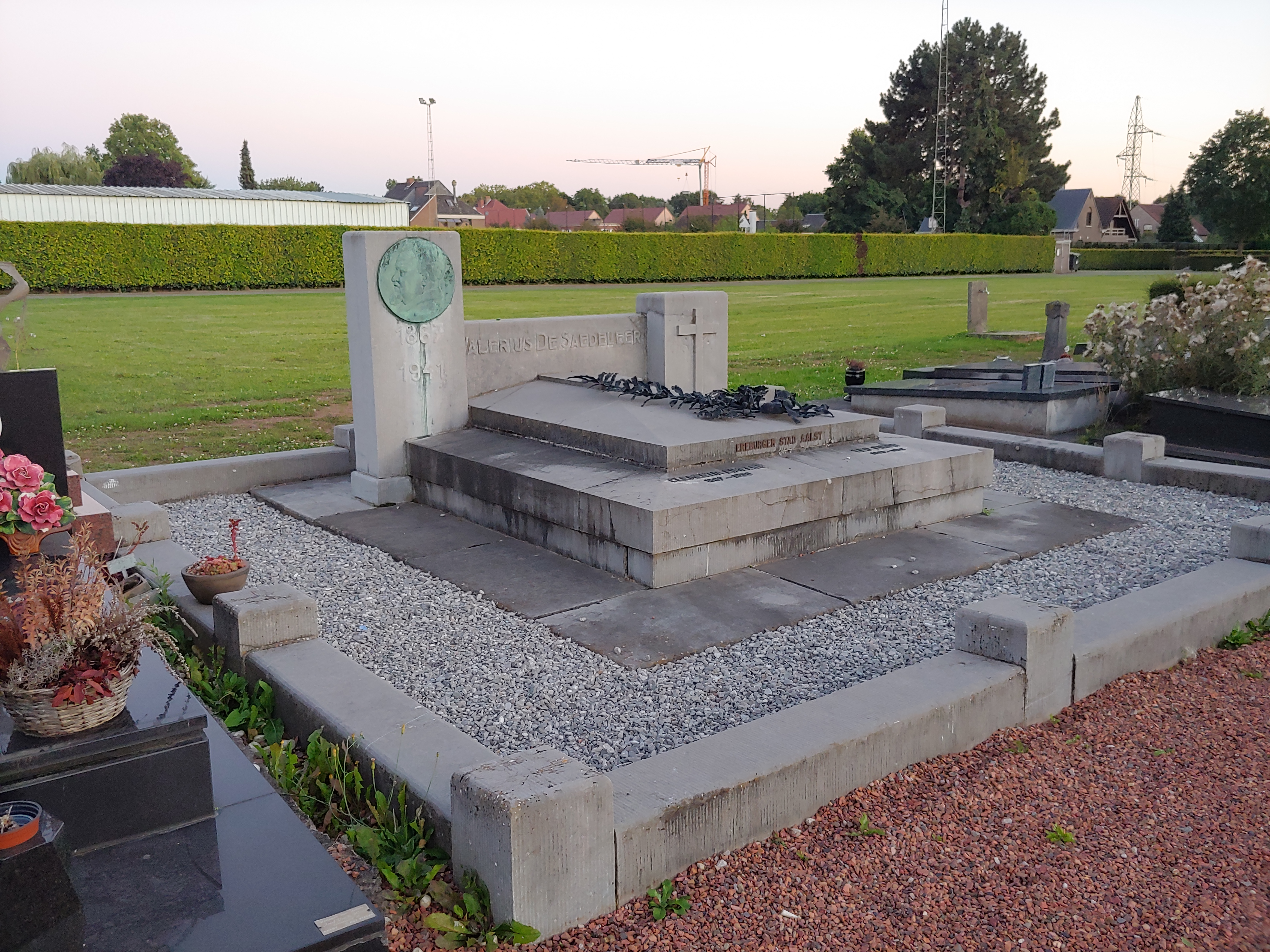
Het graf van De Saedeleer, 2023.

Tijdens de Eerste Wereldoorlog vluchtte hij met zijn gezin en zijn vader naar Wales, samen met Gustave Van de Woestyne. In 1921 keerde hij terug naar Vlaanderen en betrok de villa Tynlon in Etikhove waar een kunstenaarskolonie met hem als centrale figuur was gevestigd. In 1937 verliet hij die woning om, tot zijn overlijden, bij zijn dochter in Leupegem (Oudenaarde) te gaan wonen. Hij is begraven op de stedelijke begraafplaats van Aalst.

## Artistieke vorming
De Saedeleer kreeg zijn eerste artistieke vorming aan de Gentse Academie voor Schone Kunsten van Théodore-Joseph Canneel. Hij schilderde voornamelijk de Leiestreek en de Vlaamse Ardennen en was een van de belangrijkste figuren van de eerste groep van de Latemse School. Deze stroming wordt ook wel het "stedelijk of mystiek symbolisme" genoemd.
Aanvankelijk onderging hij de invloed van het werk van Franz Courtens. Men neemt algemeen aan dat zijn stijl veranderde na zijn bezoek in 1902 aan een tentoonstelling in Brugge van de Vlaamse Primitieven waardoor hij streefde naar ambachtelijke perfectie. De voorgrond van zijn landschappen werden minutieus uitgewerkt terwijl de weidse hemel zonder detail werd afgebeeld. Op die manier nam hij afstand van het impressionisme en schilderde hij bezielde, bijna mystieke landschappen, vaak met foto's als basis.

## Zijn werken
Het Groeningemuseum bezit een schilderij van zijn hand, 'Entrée de village' dat hij heeft geschilderd in juni 1896, in opdracht van Louis Dhondt, secretaris-brouwer te Lissewege. Ook het Museum voor Schone Kunsten te Gent en het Museum Dhondt-Dhaenens bewaren doeken van De Saedeleer. In Lissewege werd er een pad en in Aalst en Gentbrugge een straat naar hem genoemd. 't Gasthuys - Stedelijk Museum Aalst heeft een omvangrijke collectie van Valerius De Saedeleer, waaronder Onweer boven Sint-Martens-Lathem, Zomer te Etikhoven en winter- en zomerlandschappen van de Vlaamse Ardennen. De volledige De Saedeleer-collectie in Aalst omvat 15 schilderijen, 3 tekeningen, een reeks etsen en brieven. Het olieverfschilderij Sneeuw in Vlaanderen is onderdeel van de collectie van het Koninklijk Museum voor Schone Kunsten Antwerpen.

## Trivia

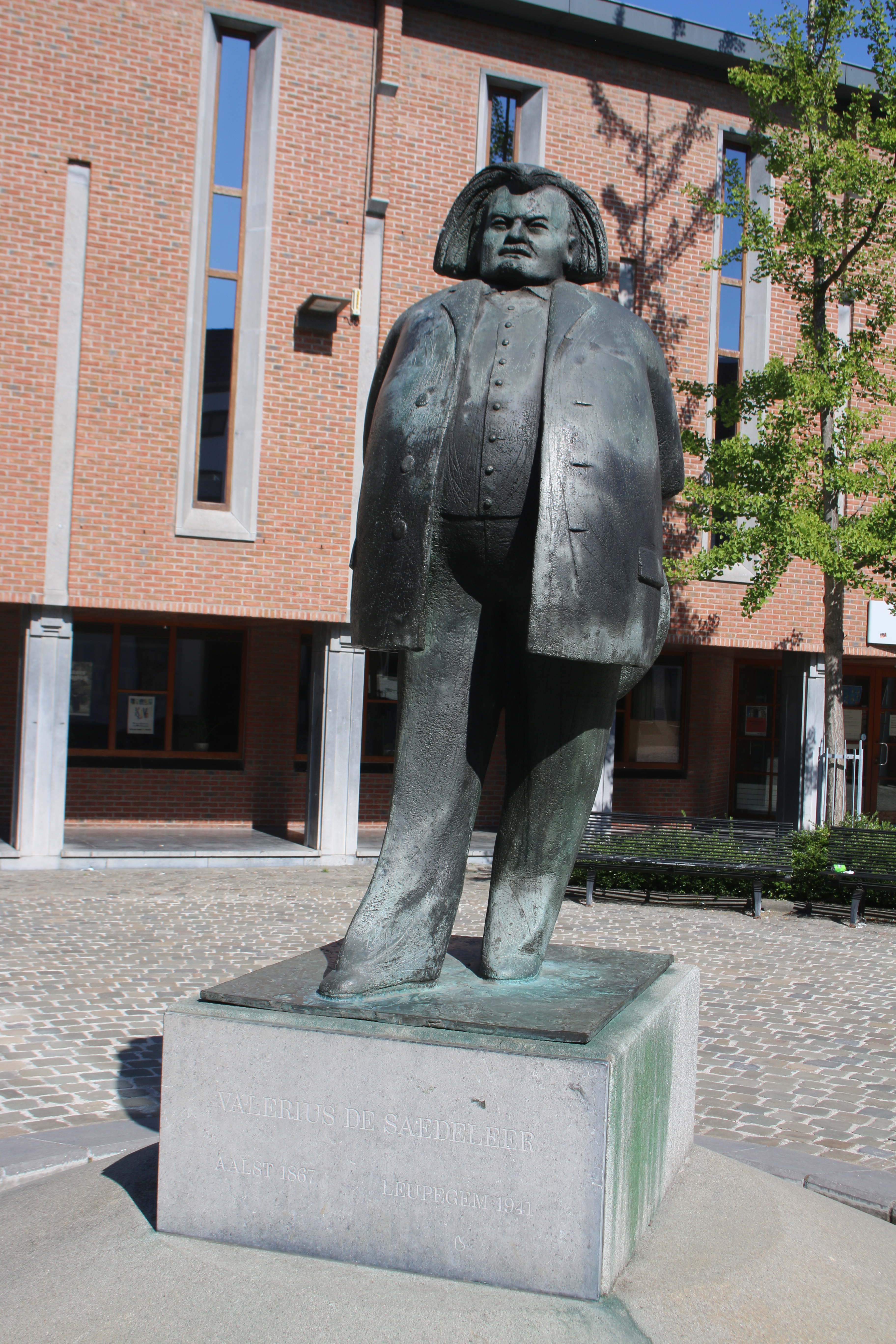
Standbeeld De Saedeleer op de vismarkt.

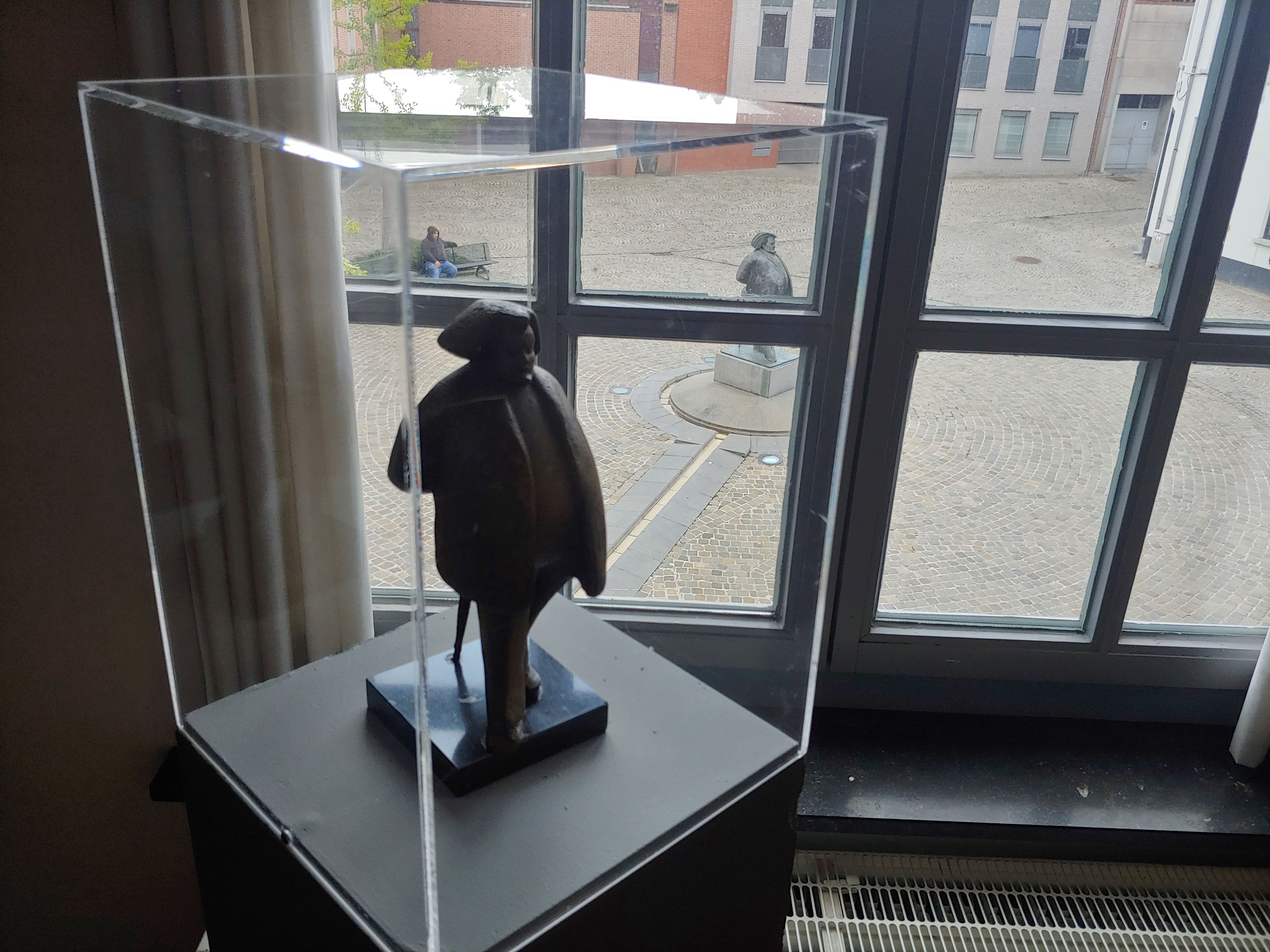
De miniatuur versie van De Saedeleers standbeeld met in de achtergrond het uiteindelijke standbeeld.

- Er is een straat naar hem vernoemd in Aalst, de Valerius De Saedeleerstraat. Op de Vismarkt daar staat ook het standbeeld van Valerius. In Lissewege is er een pad naar hem vernoemd.
- Elk jaar reikt de stad Aalst de Prijs Valerius De Saedeleer uit aan een leerling van de Stedelijke Academie voor Beeldende Kunsten (deeltijds kunstonderwijs) als bekroning voor zijn of haar artistieke prestaties. Aan de prijs is een geldbedrag verbonden.
- In de Vlaamse komische reeks De Collega's hangt een gesigneerde lithografie van Valerius De Saedeleer in het kantoor van directeur Paul Thienpondt. Hetzelfde rekwisiet werd later gebruikt in de televisieserie Het Pleintje in het interieur van de woonkamer van cafébazin Bertha Bank.

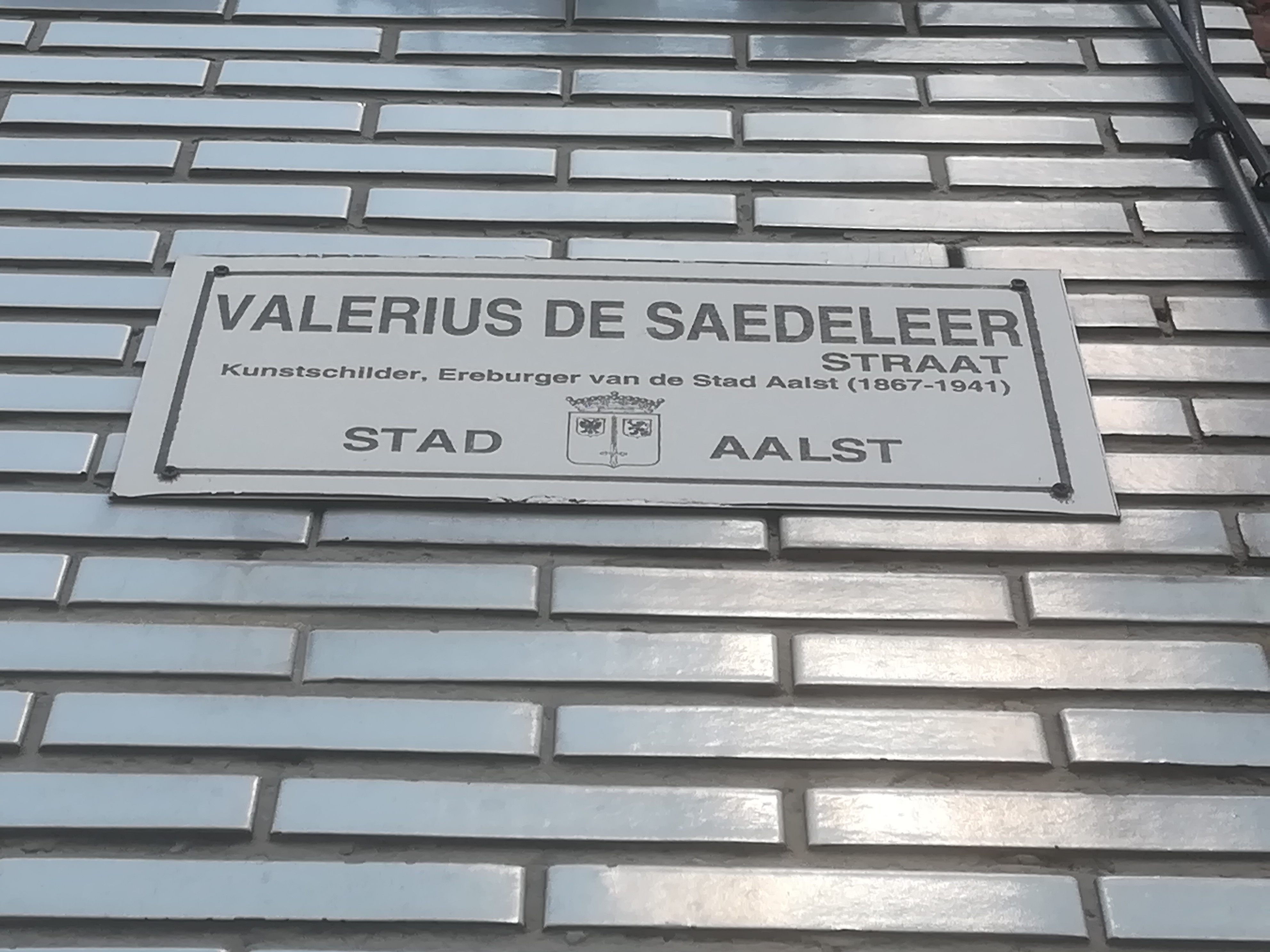
Het straatnaambord van de Valerius De Saedeleerstraat.

## Galerij

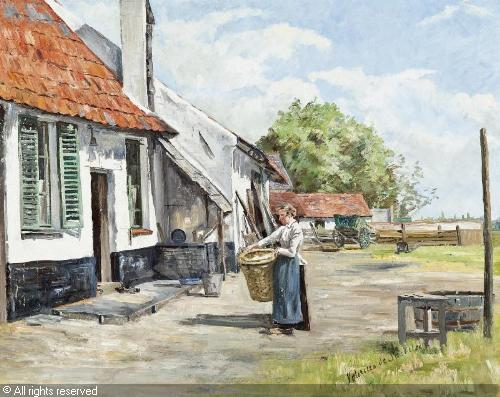
Boerin op erf 1893

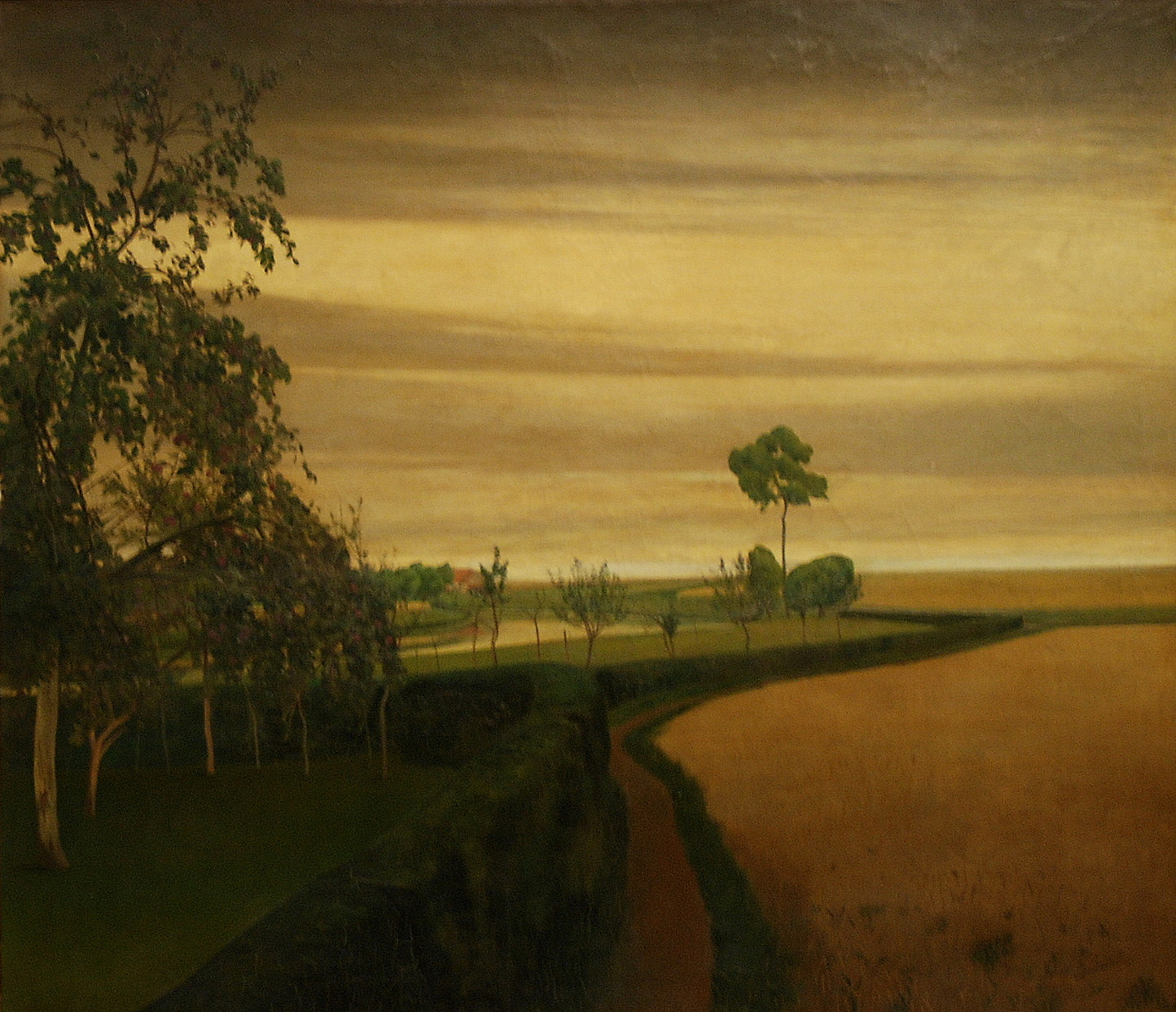
Einde van een sombere dag in het Museum voor Schone Kunsten (Gent)
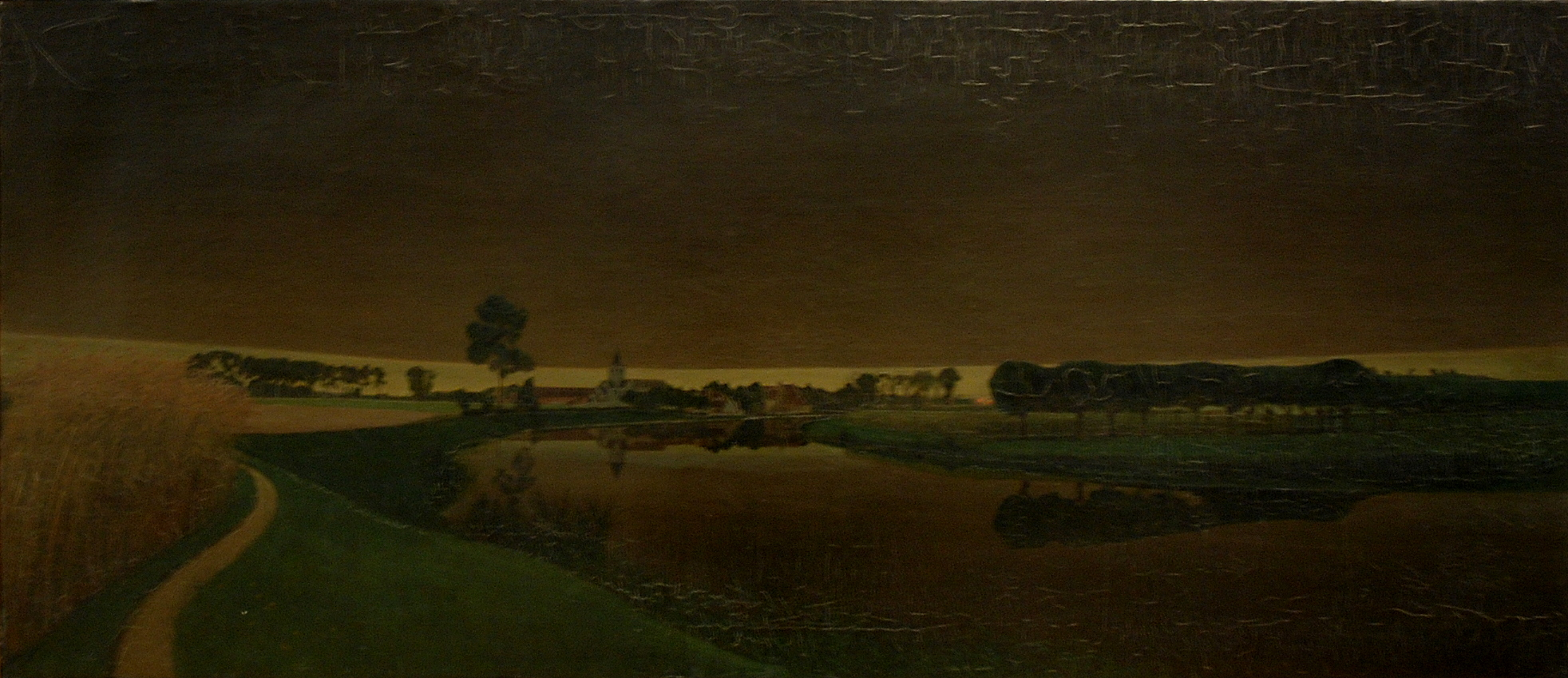
Onweer boven Sint-Martens-Latem in 't Gasthuys te Aalst
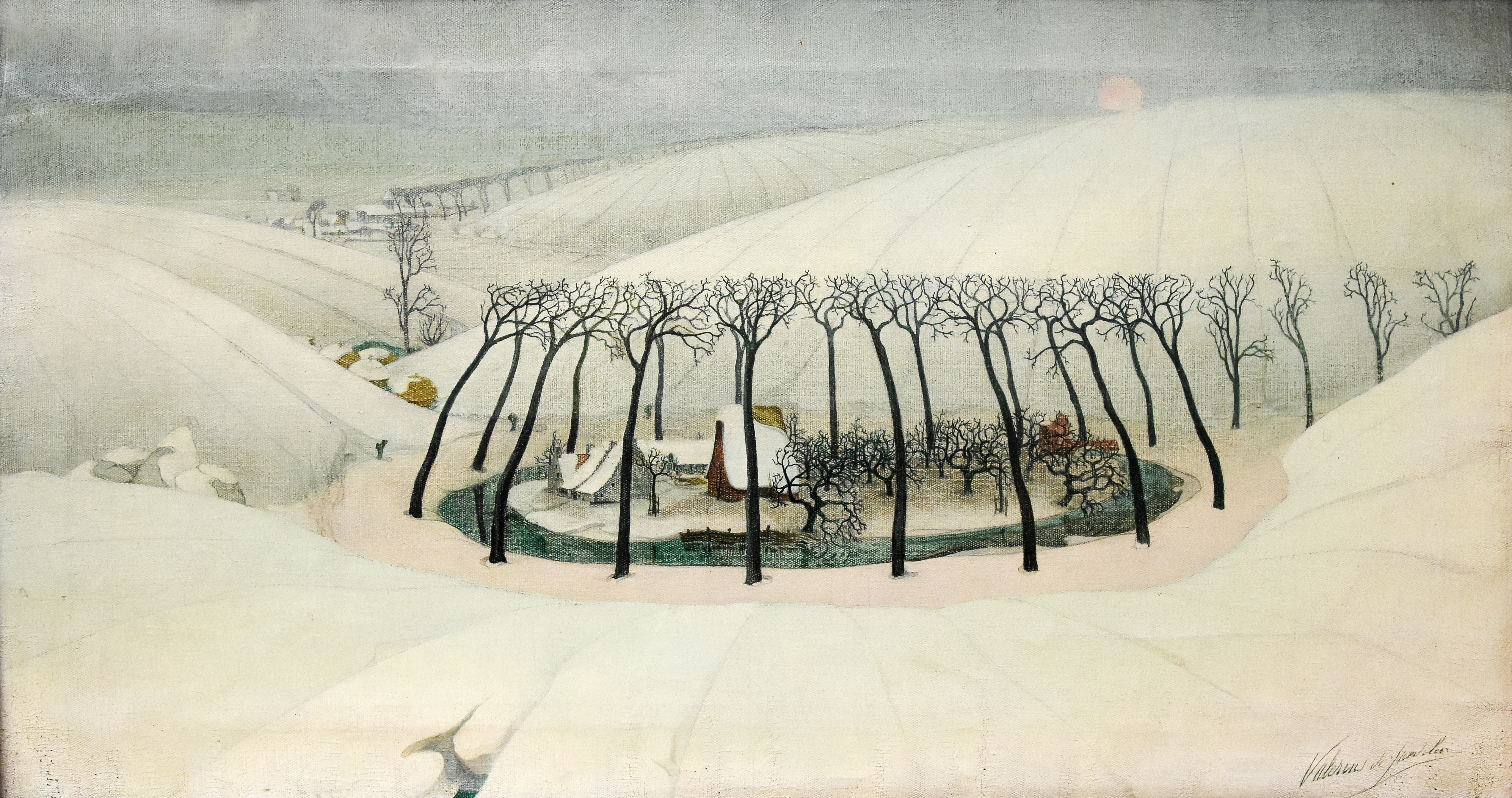
Hoeve in het dal, ca. 1916 MSK Gent
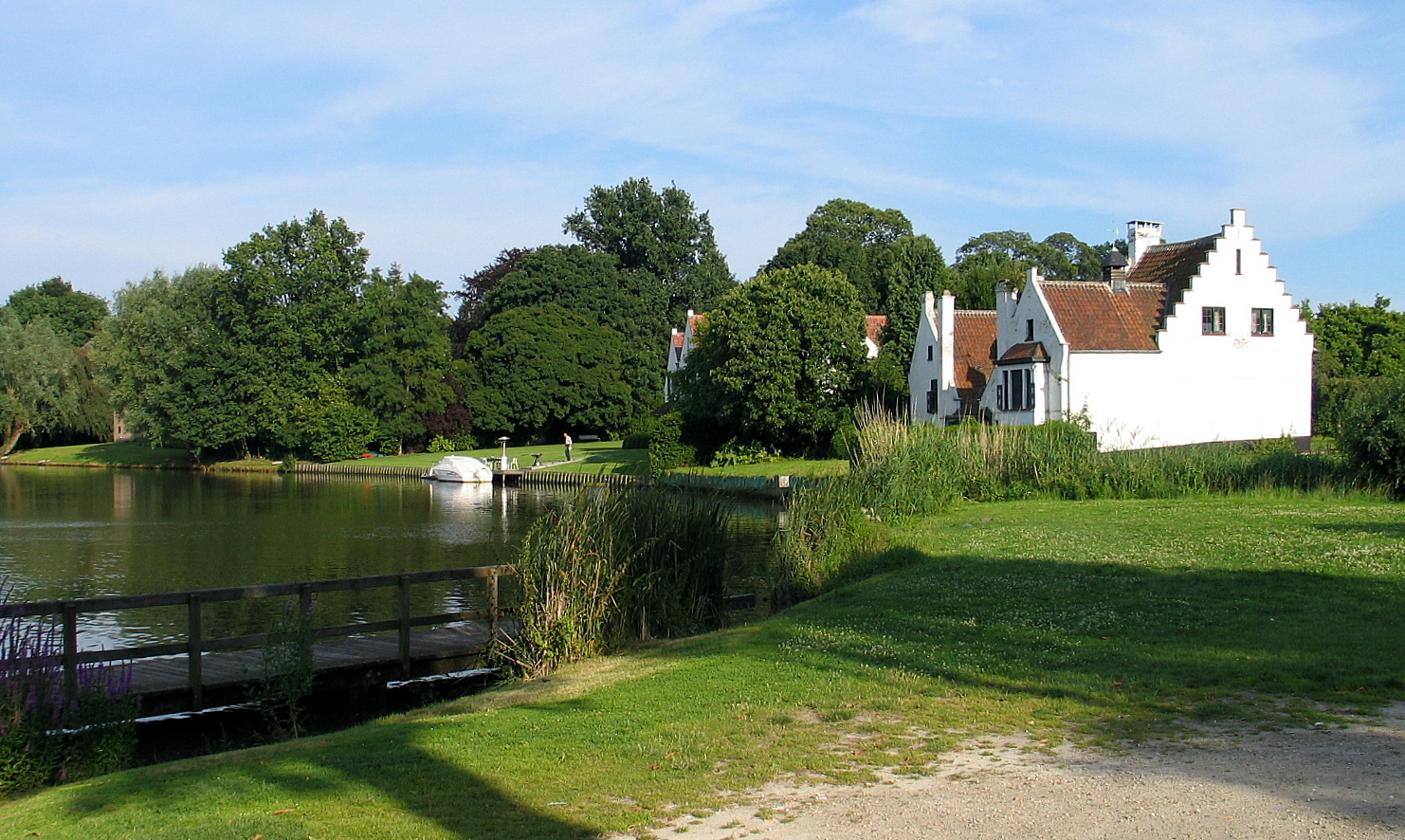
De Leiebocht in Sint-Martens-Latem waar De Saedeleer een tijdlang woonde
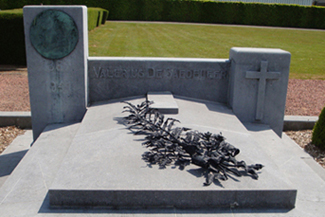
Zijn graf te Aalst
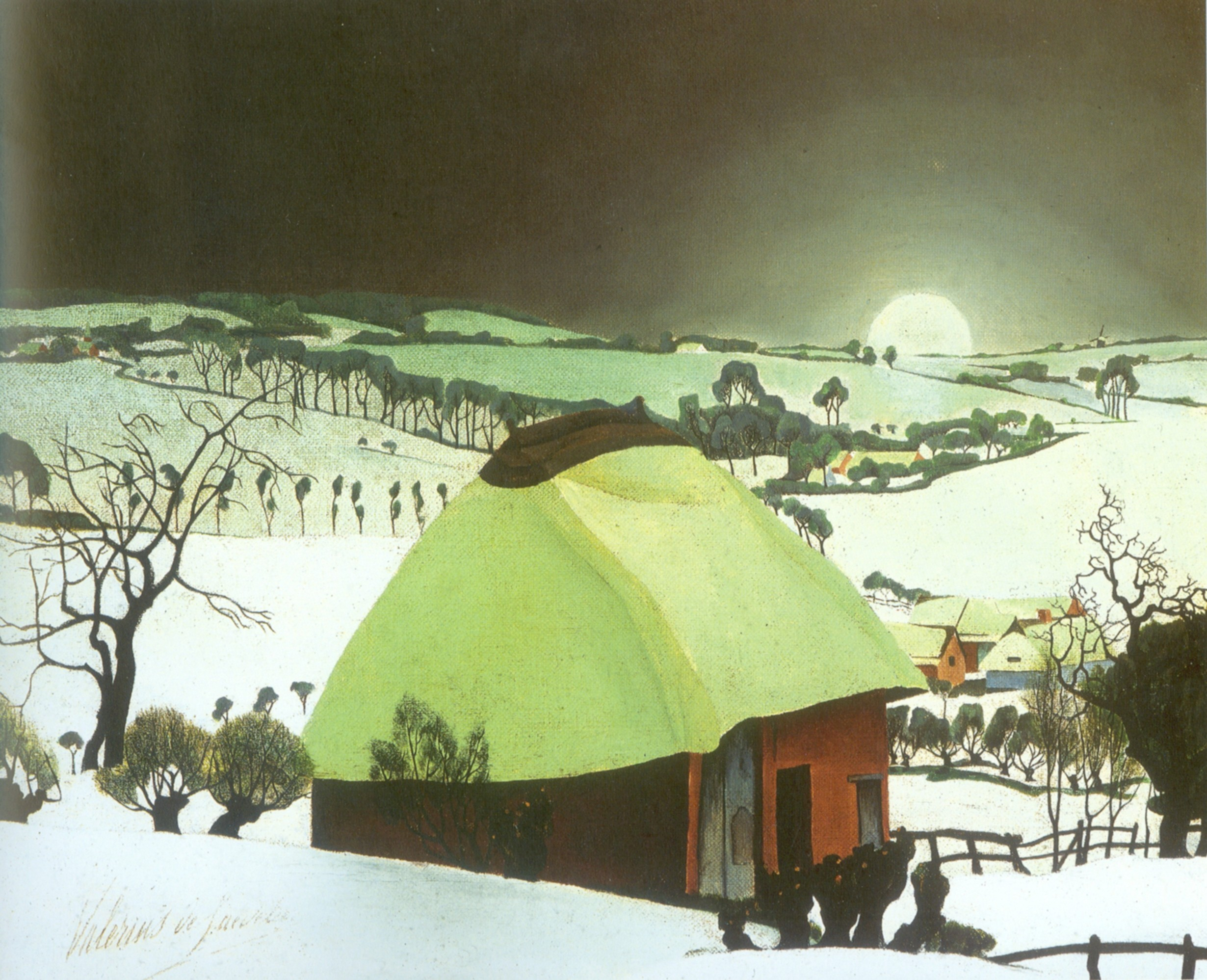
Schilderij van Valerius De Saedeleer uit de collectie van het stedelijk museum 't Gasthuys Aalst.
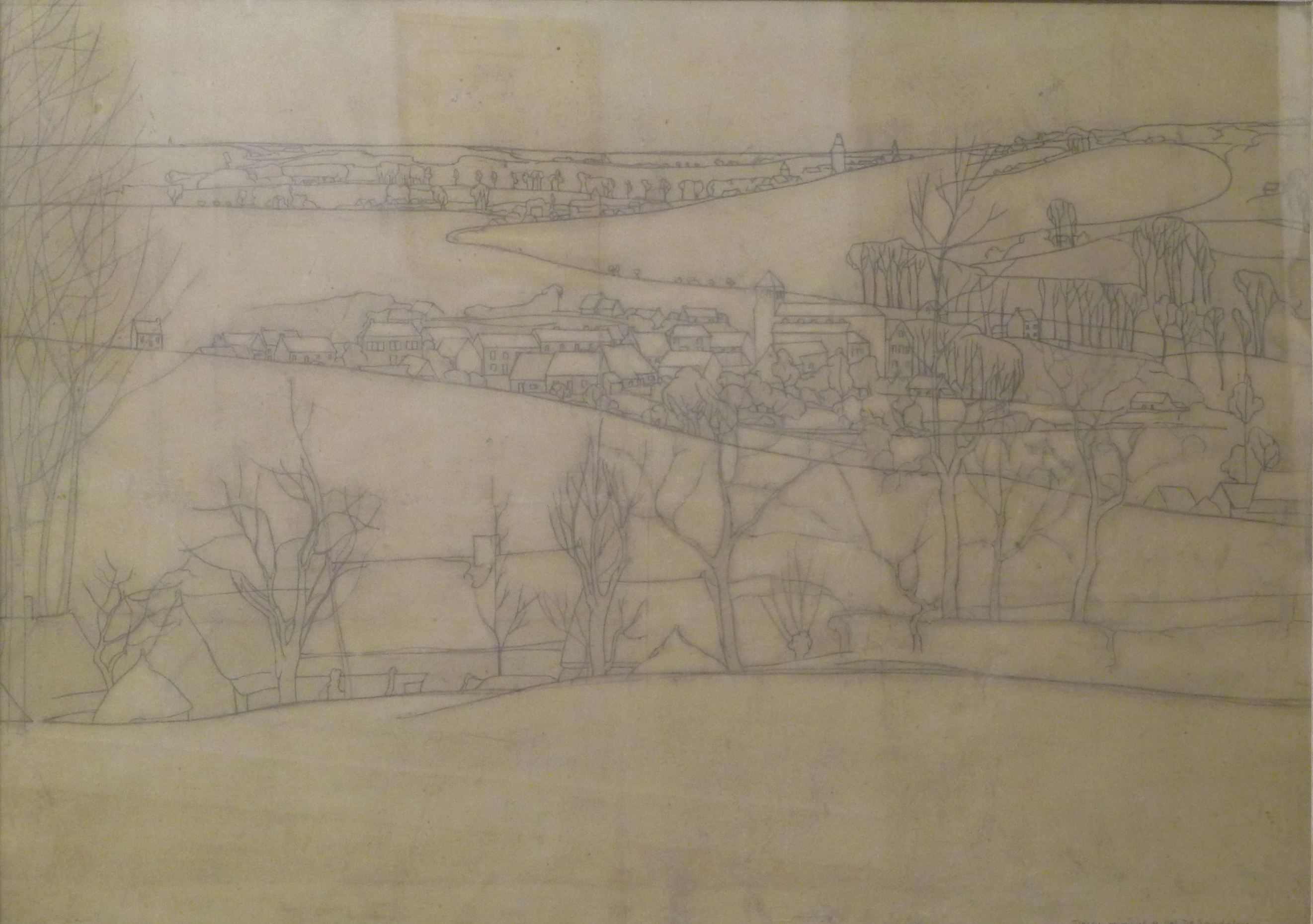
Valerius De Saedeleer (1927) - Panorama van Etikhove; potlood op papier; collectie Mu.ZEE, Oostende.
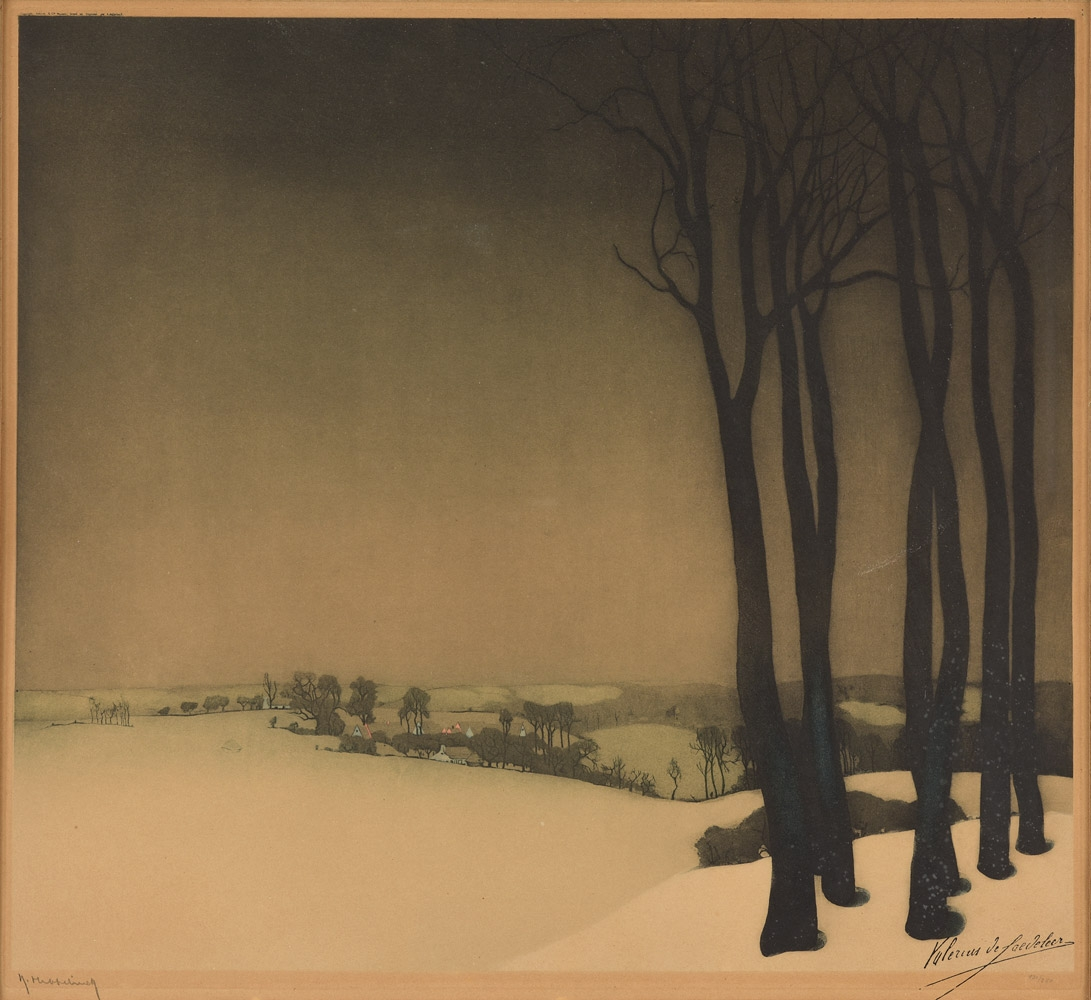
Winterlandschap.
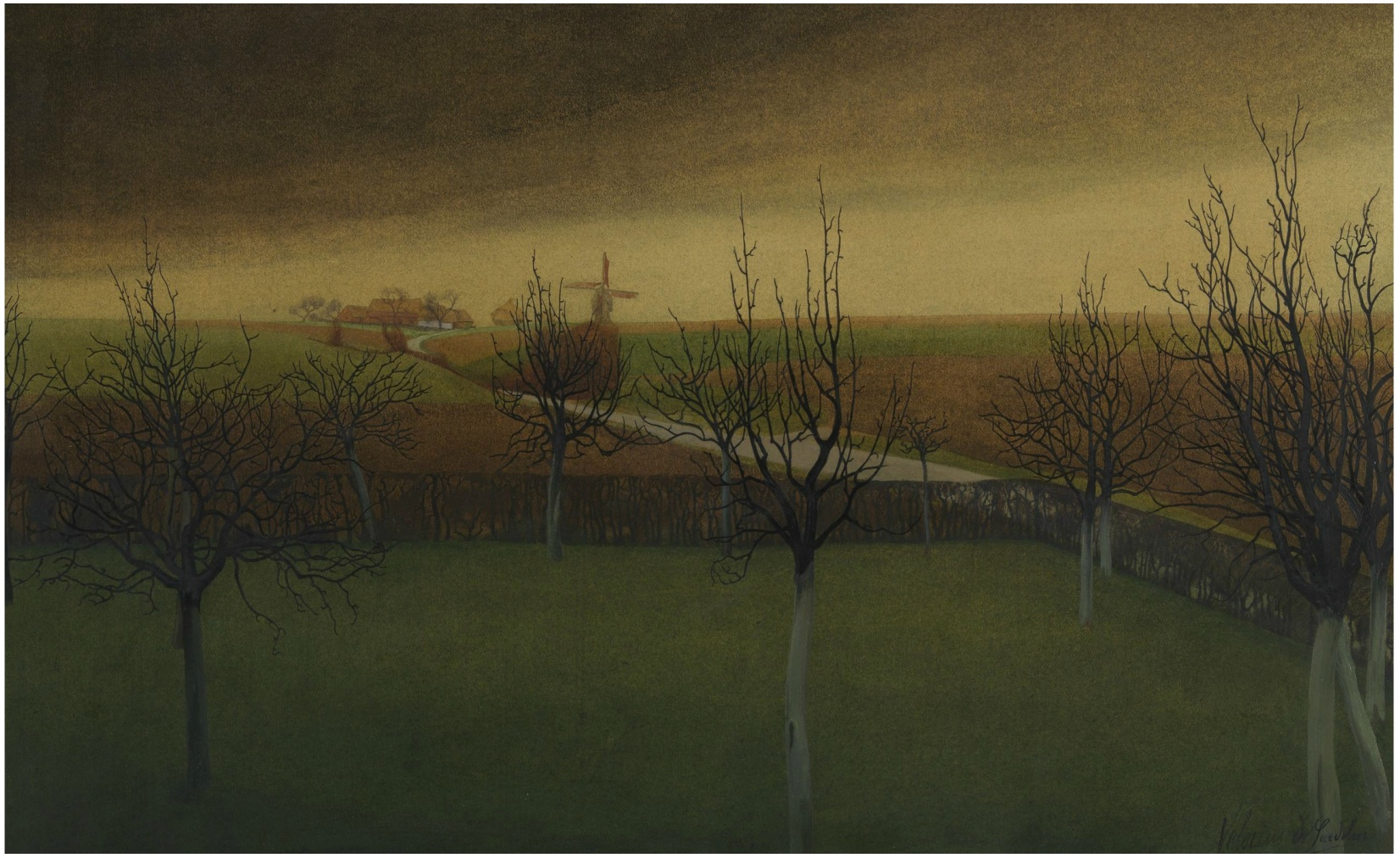
Vóór de lente, tussen 1905 en 1941.
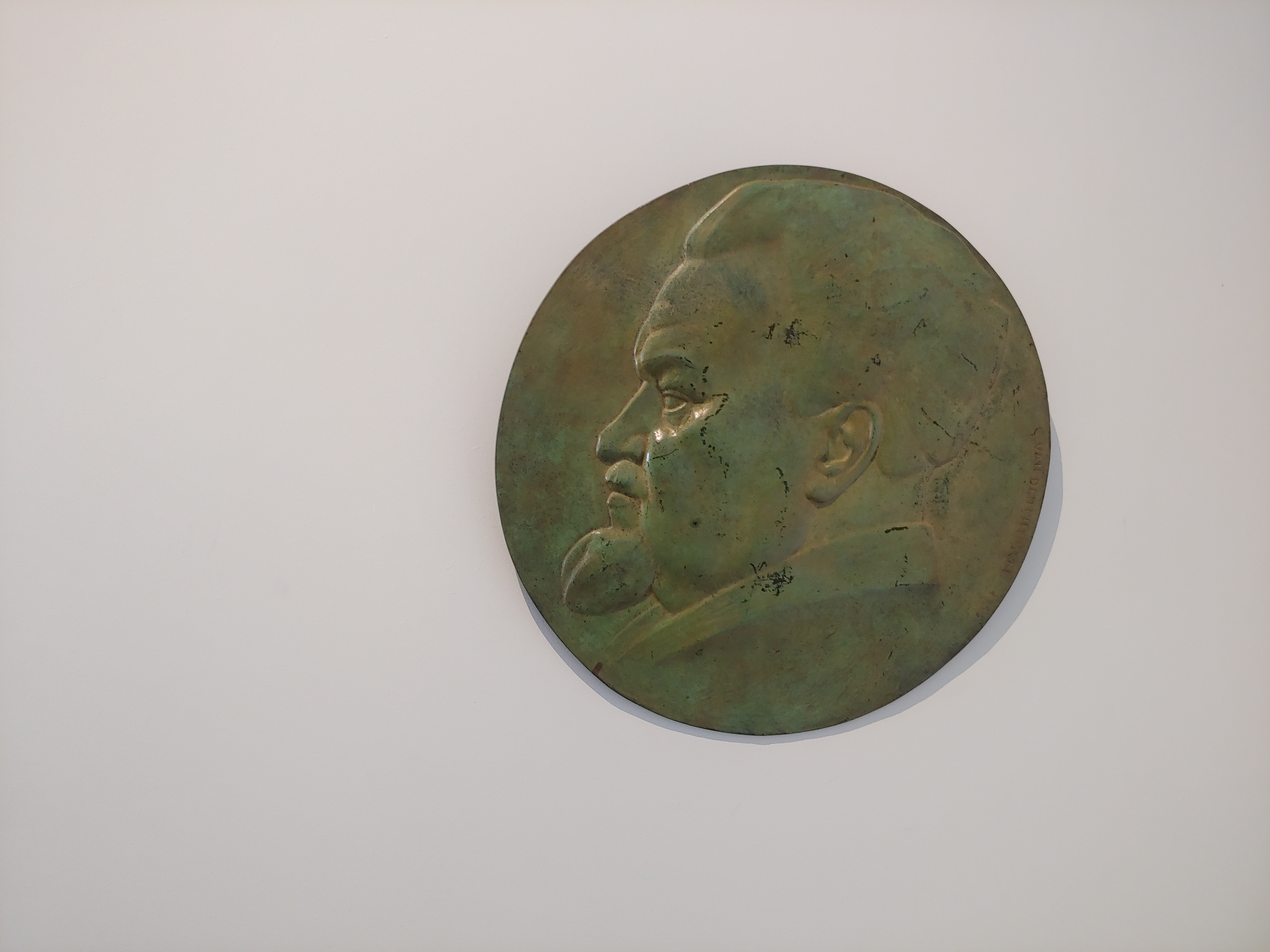
In 't Gasthuys te Aalst.
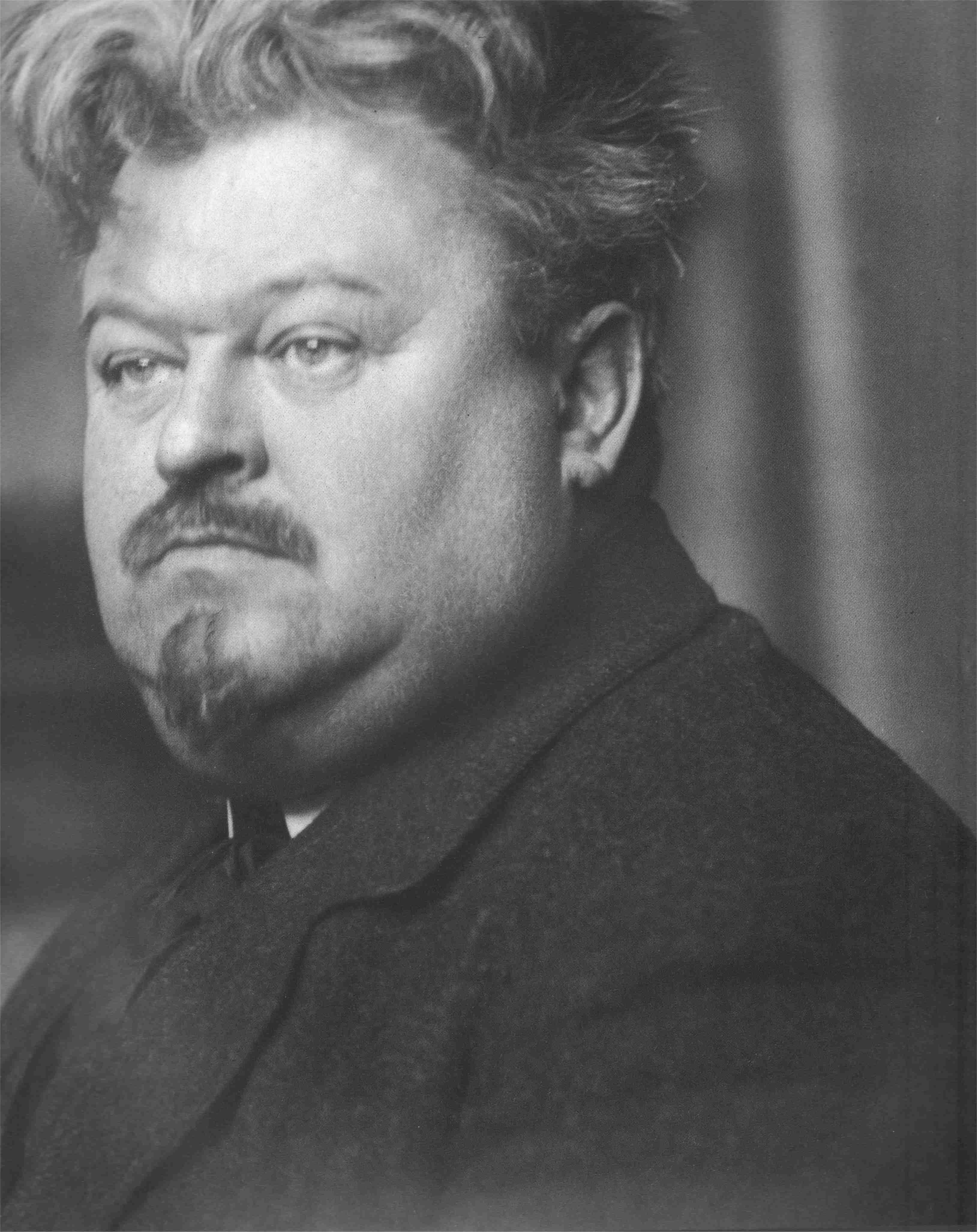
Portret van De Saedeleer.
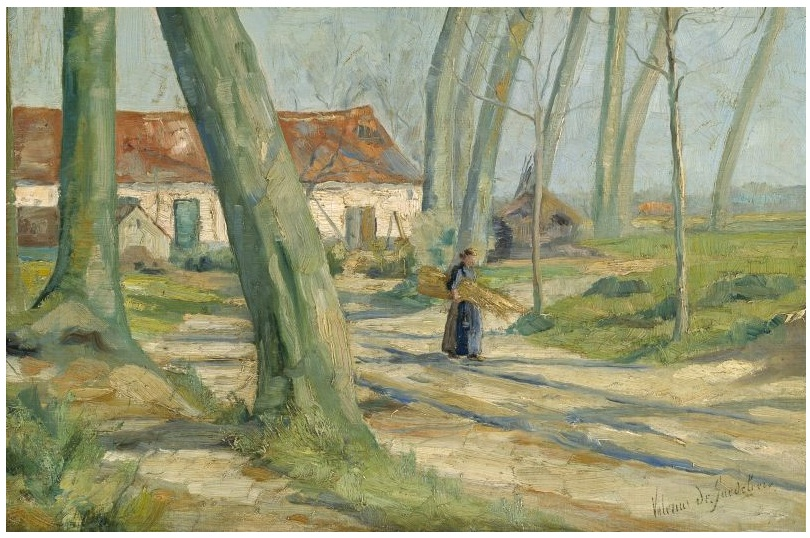
Landschap in Lisseweghe.